# 亨利·赫思
亨利·“哈里”·赫思（Henry "Harry" Heth，1825年12月16日—1899年9月27日），美国南北战争时期南方军陆军少将。
赫思与南方军陆军少将乔治·皮克特是表兄弟。